# Plano (Texas)
Plano é uma cidade localizada no estado norte-americano de Texas, no Condado de Collin. Fundada na década de 1840, possui atualmente 287.064 habitantes (censo de 2020). Sua área é de 185,50 km² e a densidade populacional é de 1.197,57 hab/km² (segundo o censo americano de 2000).